# Palio delle Compagne

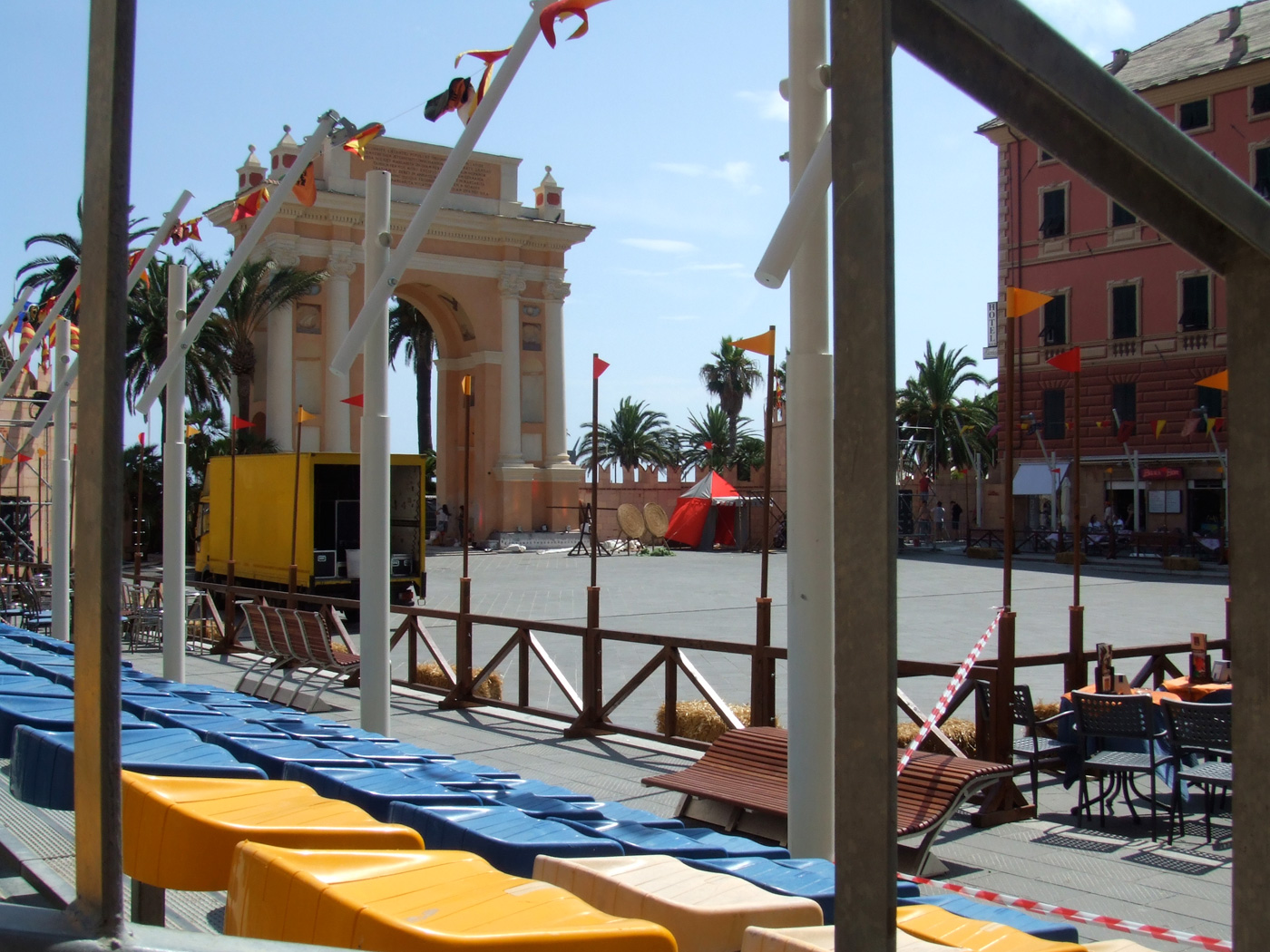
Préparatifs de l'enceinte du palio

Le Palio delle Compagne ou Festa del Marchesato ou Palio delle Compàgne Finalesi est une fête populaire annuelle se déroulant en général la deuxième fin de semaine du mois de juillet à Finale Ligure, dans la province de Savone en Ligurie. 

## Origine
L'origine des festivités remonte au Moyen Âge. La reconstitution évoque les fêtes de l'année 1452 instaurées par le marquis Giovanni del Carretto, courageux condottiere et habile diplomate, le jour de la Sainte Catherine afin de célébrer la reconstruction des habitations et des murs du bourg de Finalborgo détruits par les Génois.

## Le Palio
L’organisation et la direction de l’évènement est assurée par les associations représentantes des divers quartiers et pilotée par l'Associazione Culturale Centro Storico del Finale.
Le palio a lieu la deuxième fin de semaine de juillet. Il a pour objectif de rappeler la culture et les coutumes du Moyen Âge, ainsi que de la Renaissance en Ligurie.
Pendant les journées de fête, on peut assister à de nombreux spectacles, évocations historiques et culturelles et les soirs à des scènes de vie de la Renaissance.
À ces fins, la piazza Vittorio Emanuele II  est décorée et équipée selon une scénographie médiévale. Plus de 400 figurants et la reconstitution d'un camp médiéval d'environ 40 tentes devant des murs représentant ceux du bourg permettent d'accueillir tous les spectacles. Les commerçants font renaître les boutiques  à l'image du XVe siècle. 

### Le cortège
Le tournoi proprement dit est précédé d'un cortège historique, au premier rang duquel on retrouve les personnalités  suivies du maître de cérémonie, du porte-drapeau, des juges de champ et des champions.
Un cortège composé par des figurants en habits d'époque (vassaux, notables, dames de cour, cavaliers) parcourt les rues de la ville et se termine au campo del Palio (piazza Vittorio Emanuele II).

### Le Tournoi
Le palio met en concurrence les quatre quartiers de la ville qui sont :
- le rione Varigotti, couleurs rouge et bleu ;
- le rione Borgo, couleurs jaune et rouge ;
- le rione Pia, couleurs blanc et azur ;
- le rione Marina, couleurs blanc et noir.

Pendant le palio, les Arcieri della Torre del Diamante et les champions des quartiers concourent afin de ramener la victoire à leur quartier (rione).
Le tournoi se résume en un concours de tir à l'arc à l'ancienne et le tireur qui a obtenu le plus grand nombre de points remporte la victoire à son quartier figurée par une bannière en tissu peint appelé palio et la garde pendant un an.
Après la remise du palio, la continuité du spectacle est assurée avec la mise en scène en cinq actes des « glorieuses » entreprises de Giovanni del Carretto, marquis de Finale Ligure.
Le lendemain se tient le Vessillo del Marchesato, un tournoi de manieurs d'étendards (sbandieratori) avec la remise du trophée (Trofeo Sbandieratori). C'est un défi entre les quatre meilleurs groupes d'Italie.

## Sources
- (it) Le Palio delle Compàgne Finalesi sur centrostoricofinale.it
- Site officiel de Finale Ligure